# Rada Główna Instytutów Badawczych
Rada Główna Instytutów Badawczych (RGIB) – wybieralny organ przedstawicielski, działający na podstawie art. 33 Ustawy z dnia 30 kwietnia 2010 r. o instytutach badawczych. Obecnie w Polsce działalność badawczą prowadzą 102 instytuty badawcze, w tym 36 tworzących Sieć Badawczą Łukasiewicz zatrudniając blisko 28 000 pracowników, w tym około 12 000 pracowników badawczych.

## Zakres działalności RGIB

### Funkcja reprezentacyjna
RGIB reprezentuje interesy środowiska naukowego instytutów badawczych wobec organów władzy publicznej, organizacji naukowych, gospodarczych i społecznych oraz środowisk opiniotwórczych. Uczestniczy w polityce gospodarczej i społecznej, a w szczególności naukowej i innowacyjnej. Przedkłada organom władzy i administracji państwowej opinie i postulaty, podejmuje działania mające na celu rozwiązywanie problemów wspólnych dla środowiska instytutów, jak również dla rozwoju nauki, poprawy innowacyjności i efektywności gospodarki, rozwoju kadr badawczych, a w szczególności młodych naukowców.

### Funkcja monitorująca
RGIB monitoruje i opiniuje trwającą reformę nauki – akty normatywne związane z funkcjonowaniem instytutów badawczych, procesy tworzenia, łączenia, podziału, reorganizacji, przekształcania i likwidacji instytutów badawczych. Współdziała z reprezentacjami innych jednostek naukowych i organizacjami pozarządowymi, m.in.: Naczelną Organizacja Techniczną, Akademią Inżynierska w Polsce, Krajową Izbą Gospodarczą, Polską Izbą Gospodarczą Zaawansowanych Technologii i in.

### Funkcja finansowa
Rada Główna działa także na rzecz pozyskiwania funduszy wspierających badania naukowe i prace rozwojowe oraz funduszy wspierających wdrożenia wyników badań w praktyce. Prowadzi działalność informacyjną, promocyjną i wydawniczą. Ponadto organizuje konferencje, kongresy, seminaria, szkolenia, wystawy osiągnięć instytutów oraz konferencje prasowe.

### Kontakt z mediami
Liczne zadania związane z działalnością i misją Rady są realizowane przez Biuro RGIB. Są to prace informacyjne, organizacyjne, redakcyjne, reprezentacyjne („PR”), administracyjne. Biuro RGIB redaguje i wydaje „Biuletyn Informacyjny RGIB”, współpracuje z mediami, organizacjami rządowymi i pozarządowymi oraz prowadzi stronę internetową: http://www.rgib.org.pl. Forum Elektorów i Prezydium RGIB

## Forum Elektorów
Rada Główna zwołuje jeden raz w roku Forum Elektorów, w którym biorą udział elektorzy wybrani przez rady naukowe instytutów oraz zaproszeni goście oraz – kilkakrotnie w roku – posiedzenia Rady i Prezydium. W skład Prezydium RGIB wchodzą: Przewodniczący, trzech Wiceprzewodniczących i Sekretarz Rady Głównej. Przy RGIB działa również Komisja Rewizyjna oraz powoływane są komisje problemowe.